# 亞西科韋
51°41′16″N 31°44′13″E / 51.68778°N 31.73694°E
亞西科韋（烏克蘭語：Яськове），是烏克蘭北部切爾尼希夫州切爾尼希夫區贝雷兹纳市镇的村庄。面積0.1平方公里，海拔高度111米，2001年人口8，人口密度每平方公里80人。